# 卡利奥

卡利奥区在赫尔辛基地图上的位置

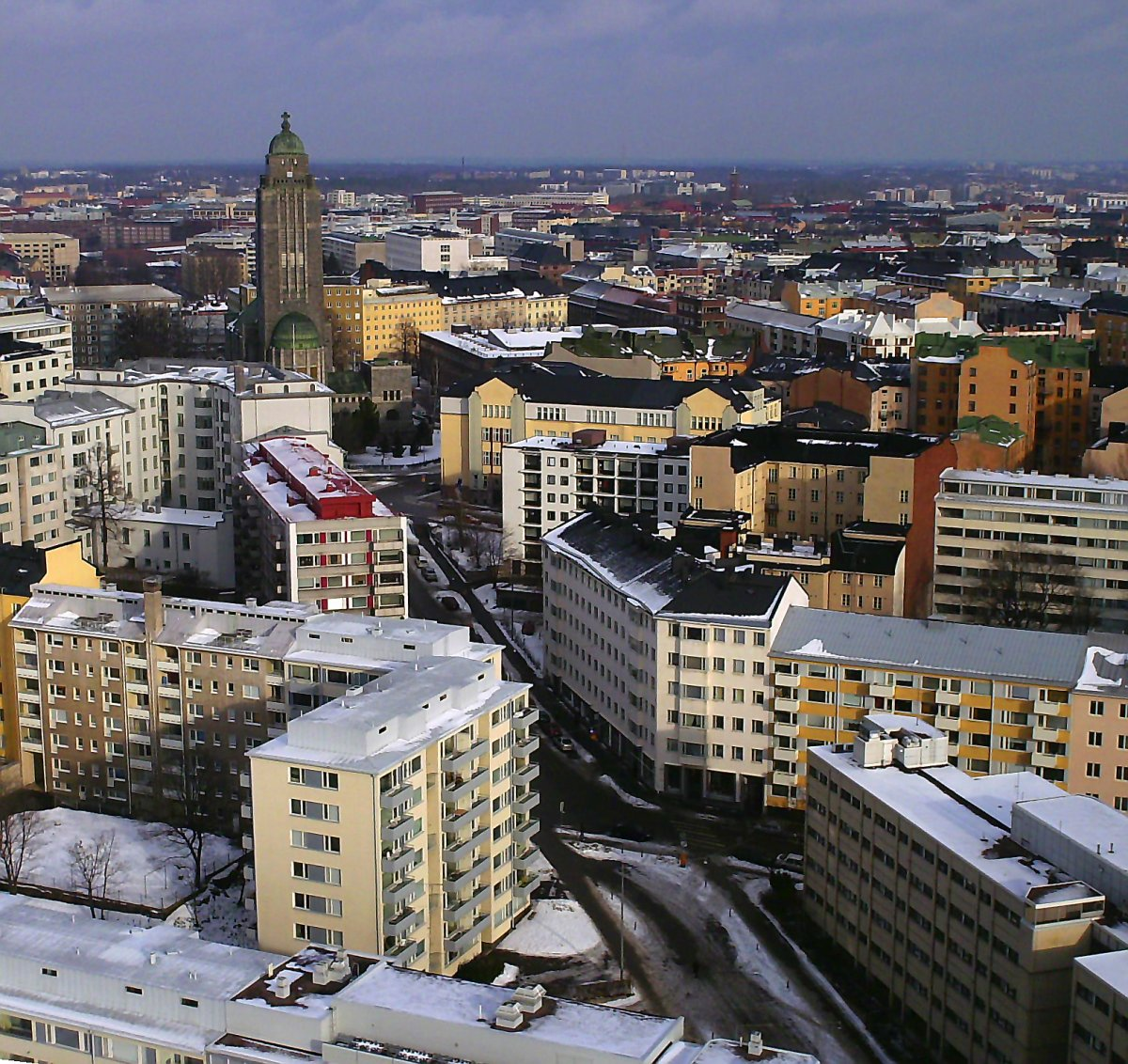
卡利奥区鸟瞰

卡利奥（芬蘭語：Kallio）是芬兰首都赫尔辛基的第十一号市区，位于城区东部。

## 环境
传统上，卡利奥区是所谓的工人阶级的居住区。直至1960年代，市区内小户型的单间房和一室一厅套房里还住着带有小孩的家庭，但后来芬兰富裕之后，这些家庭就搬往别处居住了。如今，卡利奥区倍受大学生、年轻人和艺术家的欢迎，因为这个市区内有较多的小户型套房、更多的消闲去处、位置居中、以及公交方便。卡利奥区内的居民迁徙率在赫尔辛基的市区中最高，平均居民在此市区居住的时间只有3.5年，并且只有29.3%的居民是在赫尔辛基出生的。来卡利奥区买房子的，基本上是刚从父母家搬出来住的大学生，或者从外地搬到赫尔辛基工作的单身人士。